# Znojemský viadukt
Der Znojemský viadukt (Znaimer Viadukt) ist eine Eisenbahnbrücke in Tschechien, welche die Strecke der einstigen k.k. priv. Österreichischen Nordwestbahn von Wien nach Mittelgrund (heute: Děčín-Prostřední Žleb) über das Thayatal bei Znojmo überführt. Die Brücke befindet sich am Streckenkilometer 99,297 von Wien. Seit 1988 ist sie als Technisches Denkmal unter Schutz gestellt.

## Geschichte
Mit der Grundsteinlegung im April 1869 begannen offiziell die Bauarbeiten an dem von Johann Emanuel Brik konstruierten 220 Meter langen Znojemský viadukt mit vier Öffnungen (rund 50 Meter – 60 Meter – 60 Meter – 50 Meter) und einer Höhendifferenz von rund 48,2 Meter zwischen dem Normalwasserstand der Thaya und der Schwellenoberkante.
Die mit der Errichtung des Pfeilers III am 29. Oktober 1869 begonnenen Maurerarbeiten, welche die Errichtung von drei Brückenpfeilern und zwei Widerlagern an den Brückenenden umfassten, dauerten insgesamt 19 Monate und wurden von der Bauunternehmung Praschniker, Jochem und Bode ausgeführt.
Zur Errichtung der drei schlanken Steinpfeiler wurden eigens ein Steinbruch in der so genannten Wolfsschlucht eröffnet und eine Behelfsbrücke errichtet. Sowohl bei der Fundamentierung der Pfeiler als auch zum Heben der Steinquader auf die Pfeiler mittels eines Lastenaufzugs wurde eine Lokomobile – angeblich das erste in Znaim eingesetzte – als Antriebsmittel eingesetzt. Das eiserne Brückentragwerk wurde von den Eisenwerken der Brüder Benkieser in Pforzheim geliefert. Die Ende April 1871 begonnene Aufstellung und Montage des Tragwerks – eine vierteilige Gitterkastenfachwerkskonstruktion mit oben liegender Fahrbahn – dauerte insgesamt 110 Tage.

Der Thayaviadukt im Originalzustand (1906)

Unter Zuhilfenahme von zehn Lokomotiven, einer Schottermaschine und neun Schotterwagen wurde der eingleisige Viadukt am 3. Oktober 1871 der Belastungsprobe unterzogen. Der Streckenbereich von Stockerau nach Znaim wurde am 1. November 1871 in Betrieb genommen.
Erste Pläne, das historische Brückentragwerk durch eine zeitgemäße Vollwand-Stahlkastenbrücke zu ersetzen, bestanden bei der ČSD bereits 1966. Ausgeführt wurden diese Pläne allerdings nicht. Die von der Znaimer Stadtverwaltung initiierte und vom damaligen Eisenbahnministerium befürwortete Unterschutzstellung als Kulturdenkmal im Jahr 1988 verhinderte zunächst die Realisierung weiterer Neubaupläne.
1990 wurden Pläne erstellt, ein neues Brückentragwerk mit gleichartiger Fachwerkskonstruktion zu errichten. Der sich unerwartet rasch verschlechternde Bauzustand des Tragwerks machte allerdings zunächst eine Einstellung des Güterverkehrs ab 26. Februar 1992 nötig. Der grenzüberschreitende Personenverkehr nach Retz konnte bis zur endgültigen Sperre der Brücke am 12. August 1992 mit Triebwagen aufrechterhalten werden.

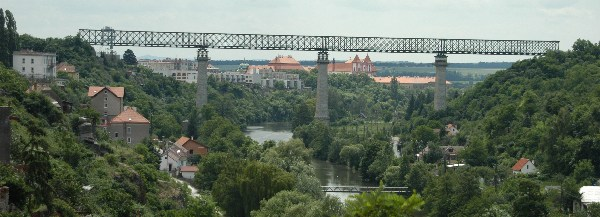
Znojemský viadukt mit provisorischem Brückenüberbau (2004)

Um den Viadukt rasch wieder passierbar zu machen, wurde das Tragwerk von der Železniční stavitelství Brno (Eisenbahnbauwesen Brünn) gemeinsam mit der Eisenbahnpioniertruppe der Tschechoslowakischen Armee unter Einsatz des militärischen Brückenbaugerätes ŽM16 als Gitterkastenbrücke mit unten liegender Fahrbahn neu errichtet. Zu diesem Zweck war es auch notwendig, die Pfeiler mit einer Hilfskonstruktion zu erhöhen. Gedacht war dieses Tragwerk, das am 18. Dezember 1992 für den Personenverkehr und ab dem 11. Jänner 1993 für den Frachtverkehr wieder freigegeben wurde, als Provisorium mit einer erwarteten Bestandsdauer von maximal rund fünf Jahren. Das Provisorium blieb entgegen den ursprünglichen Planungen wesentlich länger in Dienst. Erst ab dem 14. Juni 2008 wurde der Bahnverkehr zwischen Šatov und Znojmo eingestellt, um die schon länger geplante Erneuerung des Viadukts im Rahmen der Rekonstruktion der Strecke Šatov–Znojmo zu beginnen.
Die Entwürfe und Planungen für die neue Brücke lieferte die Firma Sudop in Brünn. Die Firma Firesta-Fišer, rekonstrukce, stavby aus Brünn übernahm die Bauarbeiten. Sie errichtete das Brückentragwerk als Stahlfachwerkgitterbrücke mit oben liegender Fahrbahn in Anlehnung an das historische Vorbild neu. Die neue Brücke ist für eine Streckenhöchstgeschwindigkeit von 80 km/h und für die Streckenklasse D4 (Achslast 22,5 Tonnen, Meterlast 8,0 Tonnen pro Meter) ausgelegt. Die höhere Streckenklasse ermöglichte nun auch die durchgängige Elektrifizierung der Strecke von Wien nach Znojmo, welche am 31. Oktober 2009 abgeschlossen war. Ab 1. November 2009 wurde der Zugverkehr auf der erneuerten Strecke provisorisch mit Dieseltriebwagen aufgenommen.
Seit dem Fahrplanwechsel im Dezember 2009 wird der durchgehende Eisenbahnverkehr zwischen Wien und Znojmo elektrisch mit Fahrzeugen der ÖBB betrieben.
Im Technischen Museum in Wien ist ein Modell eines Rollenlagers des Znojemský viadukt in Znaim aus der Zeit um 1870 ausgestellt.